# Schwartbuck
Schwartbuck település Németországban, Schleswig-Holstein tartományban. Lakosainak száma 806 fő (2023. december 31.).

## Népesség
A település népességének változása:
| Lakosok száma | 557  | 759  | 759  | 778  | 811  | 806  |
|               | 1975 | 2017 | 2019 | 2021 | 2022 | 2023 |